# Chesalles-sur-Oron

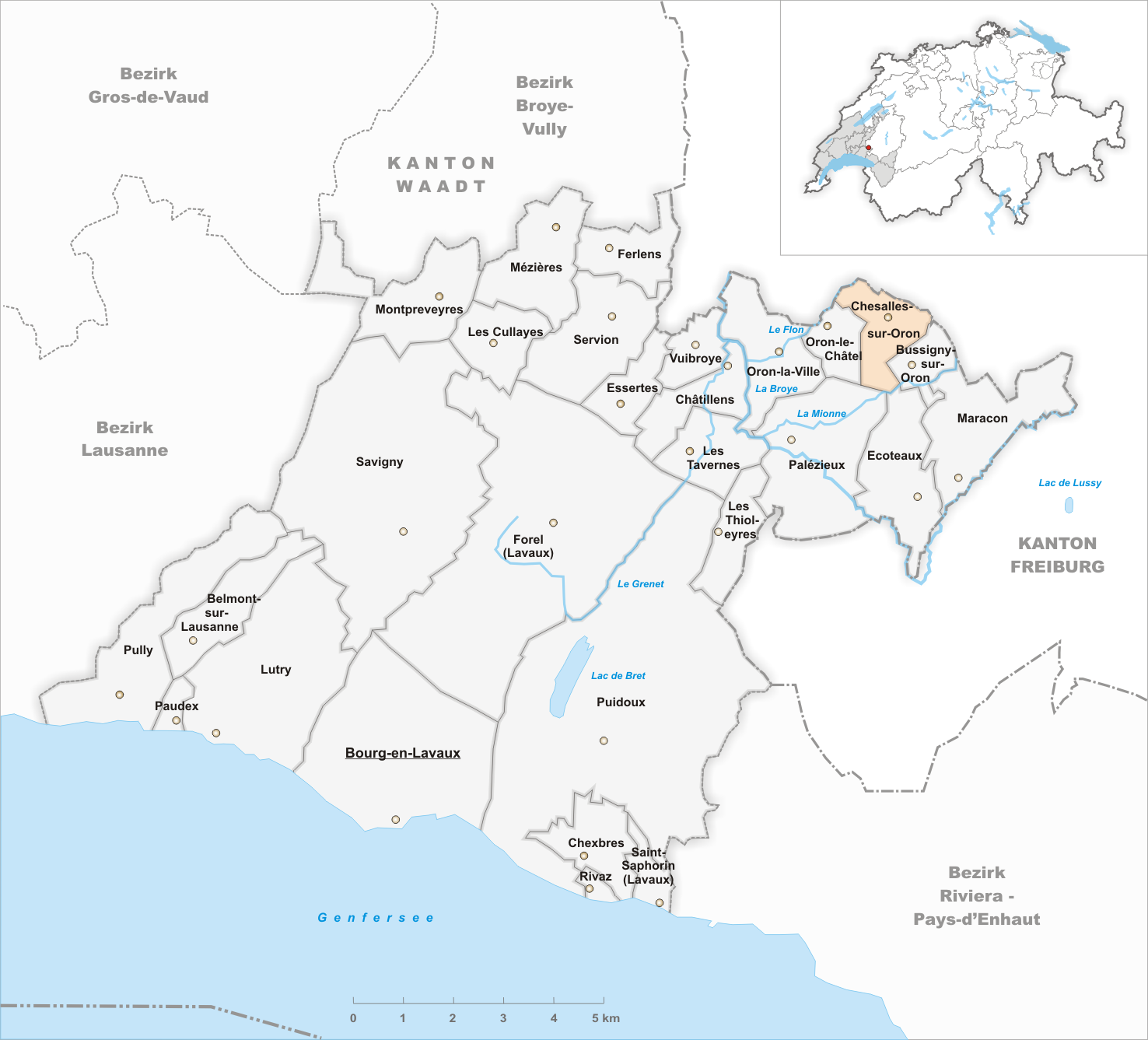
Gemeindestand vor der Fusion am 31. Dezember 2011

Chesalles-sur-Oron war bis zum 31. Dezember 2011 eine politische Gemeinde im Distrikt Lavaux-Oron des Kantons Waadt in der Schweiz. Am 1. Januar 2012 fusionierte sie mit Oron.

## Geographie
Chesalles-sur-Oron liegt auf 787 m ü. M., zwei Kilometer ostnordöstlich des Ortes Oron-la-Ville und 19 Kilometer ostnordöstlich der Kantonshauptstadt Lausanne (Luftlinie). Das kleine Bauerndorf erstreckt sich auf der breiten Terrasse eines Höhenrückens östlich der oberen Broye, in der östlichen Randzone des Waadtländer Mittellandes.
Die Fläche des 2,0 km² grossen ehemaligen Gemeindegebiets umfasst einen Abschnitt des Molassehügellandes im Alpenvorland. Der zentrale Teil des Gebietes wird vom breiten, langsam nach Westen abfallenden Höhenrücken von Chesalles-sur-Oron eingenommen, auf dem östlich des Dorfes mit 850 m ü. M. der höchste Punkt der ehemaligen Gemeinde erreicht wird. Nach Norden erstreckt sich der ehemalige Gemeindeboden bis an den Bachlauf des Flon, nach Süden in das Waldgebiet Bois de l'Erberey und an den Lauf der Mionne. Diese Bäche entwässern das ehemalige Gemeindegebiet von Chesalles-sur-Oron zur Broye. Von der ehemaligen Gemeindefläche entfielen 1997 10 % auf Siedlungen, 17 % auf Wald und Gehölze und 73 % auf Landwirtschaft.
Zu Chesalles-sur-Oron gehören mehrere Einzelhöfe.

## Bevölkerung
Mit 189 Einwohnern (Stand 31. Dezember 2010) gehört Chesalles-sur-Oron zu den kleinsten ehemaligen Gemeinden des Kantons Waadt. Von den Bewohnern sind 95,3 % französischsprachig, 4,1 % deutschsprachig und 0,7 % sprechen Niederländisch (Stand 2000). Die Bevölkerungszahl von Chesalles-sur-Oron belief sich 1850 auf 198 Einwohner, 1900 auf 175 Einwohner. Danach wurde durch starke Abwanderung bis 1980 eine Abnahme auf 121 Einwohner verzeichnet; seither stieg die Bevölkerungszahl wieder leicht an.

## Wirtschaft
Chesalles-sur-Oron war bis in die zweite Hälfte des 20. Jahrhunderts ein vorwiegend durch die Landwirtschaft geprägtes Dorf. Noch heute haben der Ackerbau, der Obstbau und die Viehzucht einen wichtigen Stellenwert in der Erwerbsstruktur der Bevölkerung. Weitere Arbeitsplätze sind im lokalen Kleingewerbe und im Dienstleistungssektor vorhanden. In den letzten Jahrzehnten hat sich das Dorf auch zu einer Wohngemeinde entwickelt. Viele Erwerbstätige sind deshalb Wegpendler, die vor allem in Lausanne und in Vevey arbeiten.

## Verkehr
Die ehemalige Gemeinde ist verkehrsmässig recht gut erschlossen. Sie liegt an der Hauptstrasse von Lausanne via Oron-la-Ville nach Bulle. Durch einen Postautokurs, der von Oron-la-Ville nach La Verrerie verkehrt, ist Chesalles-sur-Oron an das Netz des öffentlichen Verkehrs angebunden.

## Geschichte
Das ehemalige Gemeindegebiet von Chesalles-sur-Oron war schon zur Bronzezeit besiedelt, was durch die Entdeckung eines Skelettgrabes mit reichen Beigaben belegt wird. Die erste urkundliche Erwähnung des Ortes erfolgte um 1150 unter den Namen Caselles und Chaselles. Das altfranzösische Wort chesal bezeichnet die Ruinen eines Gebäudes.
Im Mittelalter war Chesalles-sur-Oron eine eigene kleine Herrschaft. 1330 verkaufte Perrod von Ferlens das Dorf mit seinen Besitzungen an den Bischof von Lausanne und erhielt es von diesem als Lehen wieder zurück. In der Folge gehörte Chesalles-sur-Oron zur Herrschaft Oron und teilte deren Geschicke. Diese wurde nach der Eroberung des Waadtlandes durch Bern im Jahr 1557 in eine bernische Landvogtei umgewandelt. Die Berner vereinigten das Dorf mit Oron-le-Châtel. Nach dem Zusammenbruch des Ancien Régime gehörte Chesalles-sur-Oron von 1798 bis 1803 während der Helvetik zum Kanton Léman, der anschliessend mit der Inkraftsetzung der Mediationsverfassung im Kanton Waadt aufging. 1798 wurde es dem Bezirk Oron zugeteilt. Erst 1812 löste sich Chesalles-sur-Oron von Oron-le-Châtel und bildet bis zum 31. Dezember 2011 eine selbständige politische Gemeinde.